# Nazaret (Valencia)
Nazaret (en valenciano Natzaret) es un barrio de la ciudad de Valencia (España), situado en el distrito de Poblados Marítimos. Se encuentra en el extrarradio de la ciudad y limita al norte con el cauce histórico del río Túria y el Grao, al este con puerto y el mar Mediterráneo, al sur con el nuevo cauce del Túria y con Pinedo, y al oeste con el barrio de La Punta, en el distrito de Quatre Carreres. Su población en 2022 era de 6.088 habitantes.

## Etimología
El nombre del barrio de Nazaret (en valenciano Natzaret) es una deformación del término valenciano llatzeret (lazareto en castellano), nombre con el que se conocen los establecimientos situados en puertos o lugares fronterizos donde eran puestas en cuarentena las personas o mercancías sospechosas de infecciones epidémicas o endémicas. El traslado del antiguo lazareto de Montolivet al Grau de València en 1720, originó la progresiva sustitución del antiguo topónimo Bol Major por el de Llatzeret-Natzaret que acogía un pequeño número de barracas principalmente de pescadores. El lazareto fue construido entre 1720 i 1722 en la antigua partida del Bol Major y estuvo en funcionamiento de manera intermitente entre 1720 y 1848. Nazaret es un barrio que recuerda en la mitad de los nombres de sus calles su particular historia y su vinculación al mar.

## Historia
El núcleo de Nazaret proviene de un pequeño barrio de pescadores y huertanos que se instalaron alrededor del lazareto que, con motivo de la peste de Marsella de 1720, el ayuntamiento de Valencia había decidido construir junto a la playa en la partida conocida como El Bol Major. Sin embargo, al menos desde el siglo XVI había existido un pequeño número de barracas de pescadores en aquella franja de costa cuyo uso les había sido otorgado por privilegio real. Esta partida –en la antigüedad partícipe del medio natural de la Albufera– había recibido el nombre de Bol Major con el que se conocía a la parte del golfo de València comprendida entre la desembocadura del río Túria y Cullera. Aunque no quedan rastros del emplazamiento de aquel lazareto, a juzgar por los distintos planos probablemente habría que ubicarlo aproximadamente donde estuvo el antiguo cuartel de carabineros (esquina de las calles Castell de Pop y Francisco Falcons).Fue sin duda la construcción de estas instalaciones –de carácter absolutamente preventivo– y el reiterado uso que hubo de hacerse de ellas en diversas ocasiones de peste que el nombre de Llatzeret (lazareto en castellano) fue poco a poco sustituyendo al antiguo de Bol Major. Al mismo tiempo el frecuente uso de esa palabra poco habitual en el vocabulario coloquial fue convirtiéndose en Natzaret o Nazaret en castellano más conocida tanto por la omnipresente influencia religiosa como por la castellanización impuesta por el rey de España después de la batalla de Almansa en 1707.

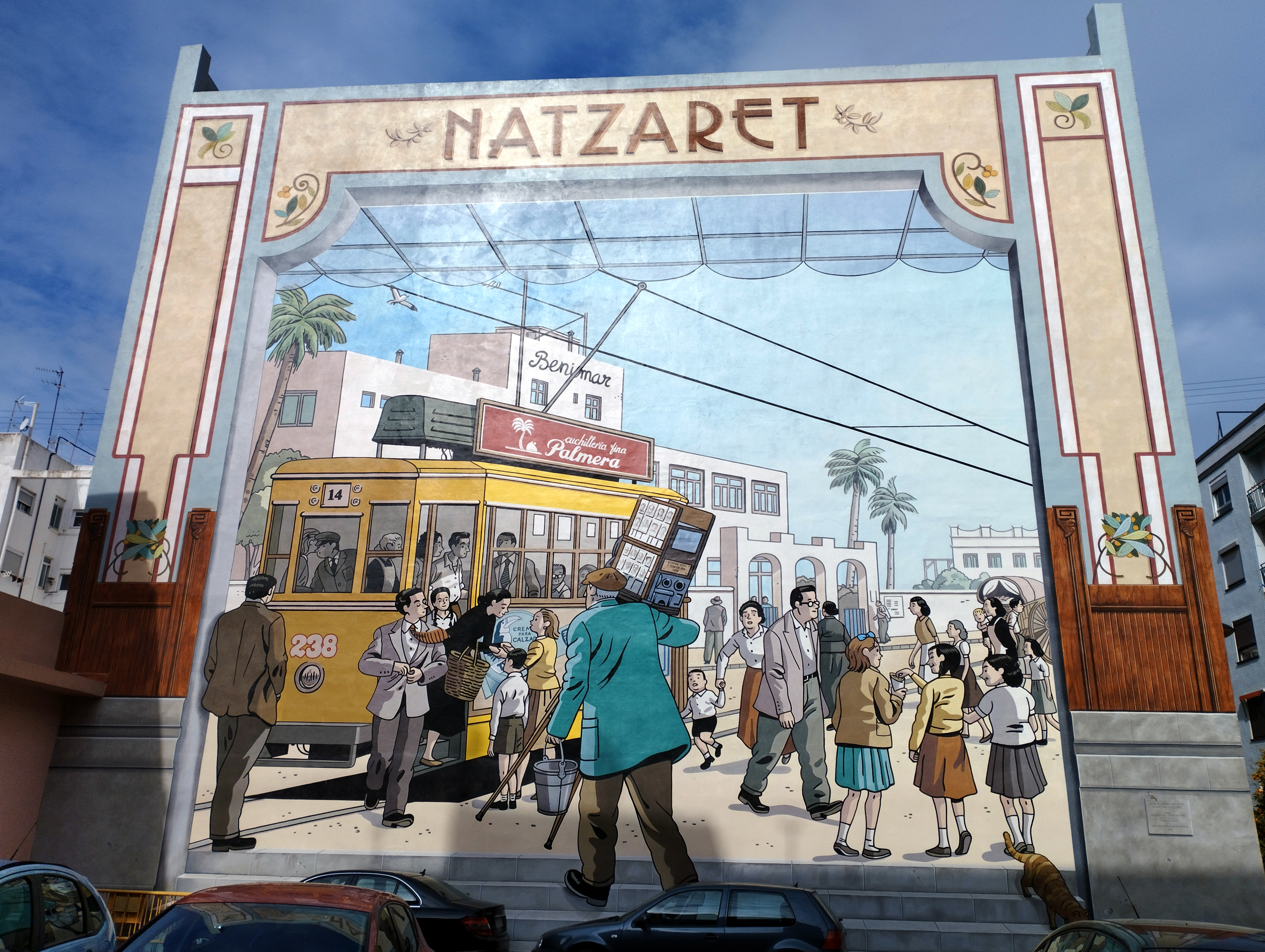
Pintura mural homenaje a Nazaret de Paco Roca y Martín Forés (inaugurada el 28-11-2021), calle del Parque, Nazaret, Valencia.

Ya desde finales del siglo XVIII Nazaret, debido a la saturación de la playa del Grau i El Cabanyal, experimentó un rápido crecimiento tanto de la población de pescadores como de personas bien situadas (nobles, militares, eclesiásticos, artesanos, etc). De manera que la ermita de la Virgen de los Desamparados, recién construida en 1796, tan sólo unos años más tarde se vería forzada a una ampliación que asegurara el servicio religioso en la estación estival. Superados los avatares de la guerra de la Independencia, diversos temporales ocurridos entre 1829 y 1842 –precisamente a partir del inicio de las obras del puerto de Valencia– llegaron casi a hacer desaparecer el poblado. Pero la bondad de la zona hizo que pronto se recuperase la población perdida, de manera que a finales del siglo XIX se había convertido ya en una zona de veraneo. Durante la segunda mitad del siglo XIX Nazaret se había visto afectado por la construcción del Canal de navegación de la Albufera, aunque el servicio original del mismo no llegaría a consumar-se al quebrar la empresa constructora. En 1877 Nazaret, junto con todo el territorio del antiguo municipio de Ruzafa, pasó a formar parte del término municipal de Valencia. En 1881, en plena feria de julio, se produjo un incendio que consumió veinticinco barracas dejando en la miseria a las familias afectadas. La sustitución de aquellas por las nuevas casas para los damnificados daría lugar a la popular calle de la Pelota, también llamada “dels cremats” o de Bernabé García, famoso y benefactor comandante retirado residente en el poblado.

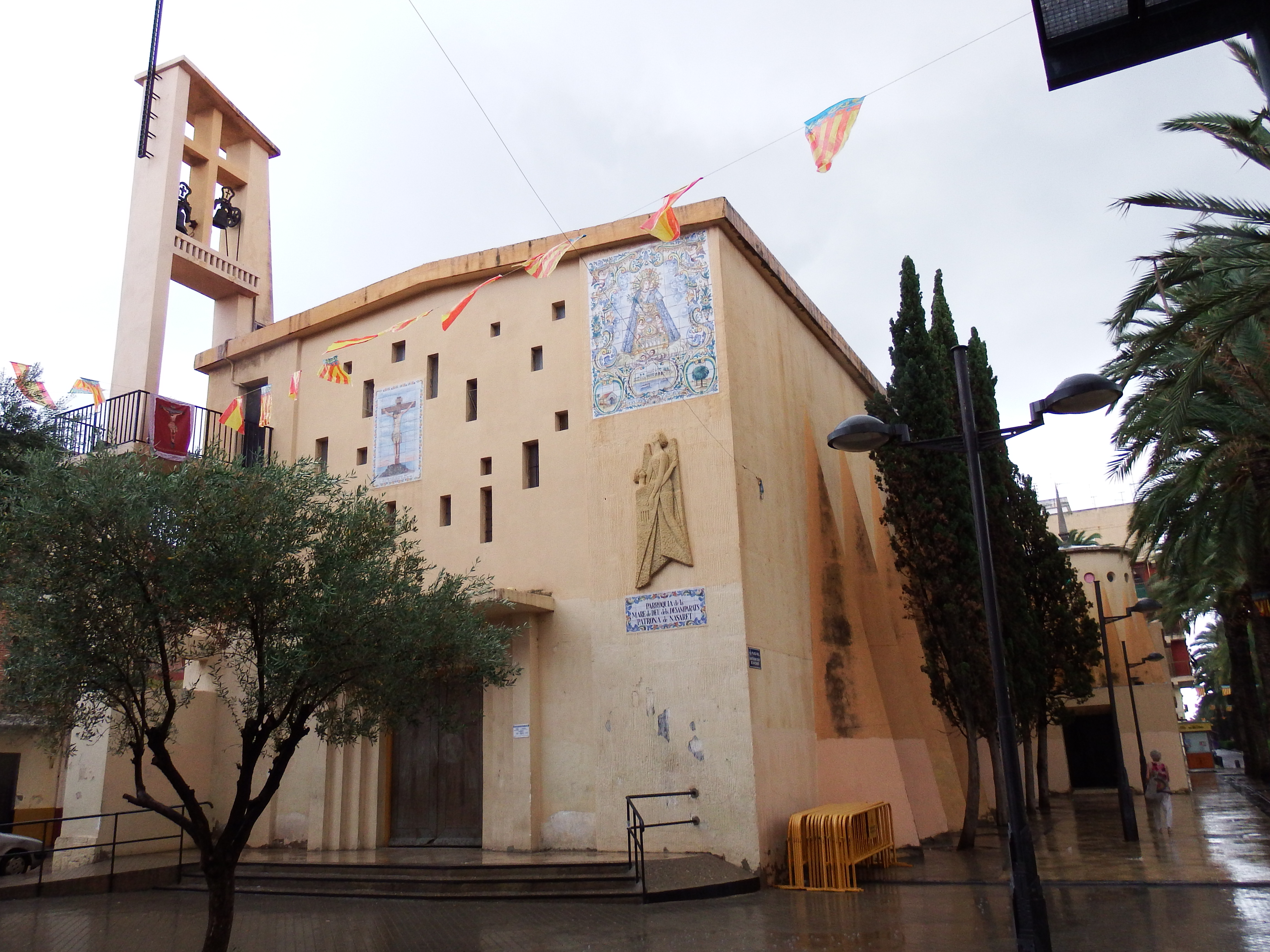
Parroquia de la Virgen de los Desamparados de Nazaret.

A principios del siglo XX se construyó, el primer puente entre Nazaret y el Grau, i en 1912 entró en funcionamiento la línea de tren de vía estrecha que enlazaba Castelló de la Ribera y Nazaret que tuvo una función importante en el transporte de naranjas y cebollas. Desde la estación de Nazaret estos productos eran trasladados al puerto por carro a través del puente de hierro. El tradicional servicio de barca duraría hasta los años 40 del siglo XX. En 1916 se autorizó la construcción del barrio de Tranviarios que contribuiría al incremento de la inquietud social y política. Fueron José Mª Tena, Francisco Falcons y Manuel Andrés tranviarios distinguidos de la Cooperativa de Casas Baratas creada por la Mutualidad Obrera Valenciana de Empleados de Tranvías. Gracias al peso de la población pudiente que escogió esta zona como lugar de segunda residencia, distintas obras en el terreno de la educación, el deporte, la cultura, etc. fueron impulsadas por personas de distinto signo político en las primeras décadas del siglo XX hasta la guerra de 1936-39. A pesar de disponer del puente de hierro hasta 1949, el principal medio de comunicación de Nazaret con el Grau desde 1931 ha sido el Puente de Astilleros (Pont de les Drassanes). Su nombre original iba a ser «Príncipe de Asturias», y por tanto se grabaron las siglas P.A. en la ornamentación. No obstante, al inaugurarse una vez ya proclamada la República, se decidió darle su nombre actual. Muy deteriorado durante la guerra civil, el servicio del trenet se rehabilitó para transporte de pasajeros en 1949, aunque se cerró definitivamente en 1957 a causa de los destrozos de la riada y el creciente transporte por carretera.
El barrio de Nazaret estuvo siempre muy relacionado con La Punta. De hecho, desde 1902 en que la ermita de la Purísima Concepción de La Punta fue erigida en parroquia, la demarcación de ésta incluía también todo el barrio de Nazaret. Hasta que, a causa del crecimiento demográfico, en 1941 se tuvo que segregar la población de éste erigiendo en parroquia la ermita de Ntra. Sra. de los Desamparados. Sin embargo la centenaria y pequeña ermita, que había superado distintos embates del mar, quedó definitivamente inservible después de la riada de 1957, razón por la que finalmente se construiría unos años más tarde el actual templo parroquial.

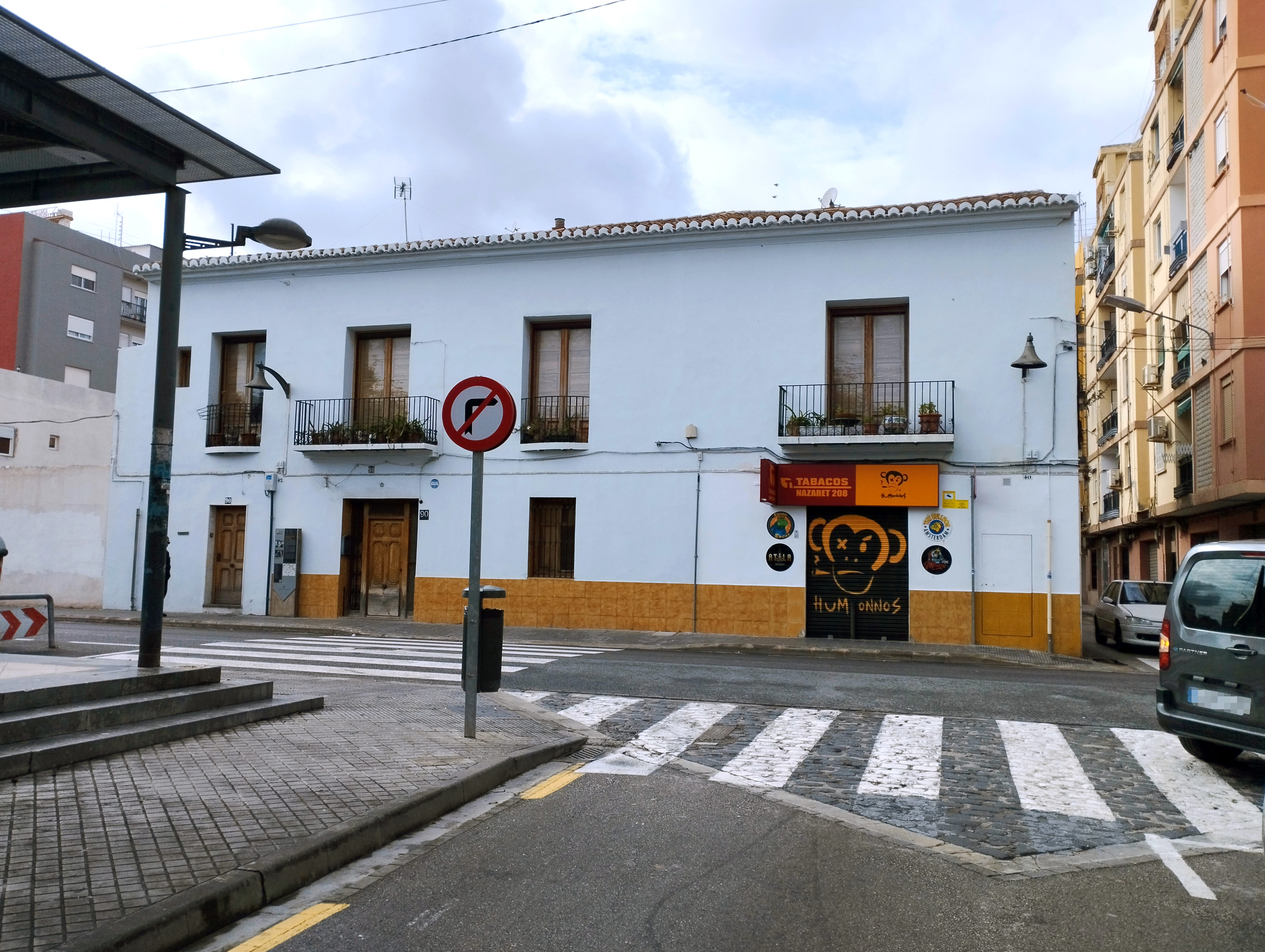
Calle Mayor de Nazaret, barrio de Nazaret (Valencia, España). Edificio situado junto a la plaza principal del barrio. Se construyó a partir de los retos del antiguo Lazareto y durante diferentes períodos ha servido como escuela (Doña Emilia, a partir de 1931), hospital de sangre (durante la guerra civil) o parcialmente como tienda.

Los planes urbanísticos para Nazaret emanados de la dictadura franquista (1946 y 1966) y la consiguiente huida de las personas adineradas marcaron el inicio de un progresivo deterioro socioeconómico del barrio entregándolo a los intereses industriales y a la ampliación del puerto. Incluso la prestigiosa Escuela de Deportes de la Iglesia Benimar, que nació a finales de los años 40 del siglo pasado, con el tiempo se vería arrastrada a la nada junto a los balnearios y restaurantes playeros. La situación de pobreza y caos urbanístico, sin embargo, hicieron que durante los años de la transición en el barrio naciera un fuerte movimiento vecinal que consiguió dar la vuelta a la tendencia, incidiendo muy positivamente en las mejoras del barrio de Nazaret. La pérdida de la playa para convertirla en puerto fue una herida todavía hoy no cerrada; como lo sería después con consecuencias mucho más dramáticas la construcción de la ZAL para el vecindario de La Punta. Pero la propuesta de reforma del Plan General de Ordenación Urbana de 1988 elaborada por la Associació de Veïns i Veïnes de Natzaret permitió recuperar como urbanizable toda la zona de Moreras que en la actualidad ha visto crecer una urbanización y un bonito parque en lo que estaba destinado a instalaciones industriales. Todavía hoy es fuerte el movimiento vecinal que, entre otras cosas, consiguió el derribo de la fábrica de aceite Bunge Ibérica (Arlesa, Moyresa…) posibilitando así el futuro Parque de Desembocadura actualmente en proceso de diseño con la venida de la Escuela Deportiva del Levante CF. Otra gran mejora reciente ha sido la llegada del tranvía a Nazaret, largamente reivindicada por el vecindario.

## Agenda Cultural
Nazaret cuenta con una importante agenda cultural y de fiestas, Nazaret dispone de diversas organizaciones culturales como las fallas Aras de Alpuente-Castell de Pop y Major-Moraira. Otras asociaciones son la parroquia Nuestra Señora de los Desamparados y la Assoc. de Veïns i veïnes de Nazaret.
Cuenta desde el año 1984 del Centre de Música i Dansa Nazaret, con una Banda de Música, Coral y Escuela de Música.
- Cabalgata de reyes: 5 de enero.

- Fallas de Valencia: Del 14 al 19 de marzo.

- Día de África: Último sábado de mayo.

- Fiestas de la Virgen de los Desamparados: Última semana de mayo.

- Fiestas del Santísimo Cristo de Nazaret: Primera mitad de septiembre.

## Servicios e instalaciones
Actualmente el barrio de Nazaret cuenta con dos centros de Educación Infantil y Primaria públicos (CEIP Ausiàs March y CEIP Juan Manuel Montoya), así como dos colegios concertados que imparten clases desde infantil a 4º de la ESO (colegio Ntra. Sra. de los Desamparados y colegio Sta. Magdalena Sofía- La Punta), Escuela Infantil “Gent Menuda”, Universidad Popular, Escuela de Formación de Personas Adultas, Biblioteca, Centro de Salud, Centro de Servicios Sociales, Centro Especializado de Atención a Mayores (CEAM) y un gran Polideportivo con canchas de tenis, piscina olímpica, canchas de básquet, campos de fútbol 7, 11, sala; y el Centro de Información Juvenil ubicado en el antiguo balneario “Marazul”. El barrio dispone además de un mercado municipal en C/ Mayor – C/ Alta del Mar, y un mercado de calle todos los martes en C/Alta del Mar y Plaza de la iglesia. También cuenta con una escuela de música en la calle mayor.
Nazaret cuenta con varios parques, entre ellos destacan el parque de Benimar y las zonas ajardinadas del PAI de las Moreras.
Desde el barrio se puede llegar en menos de 5 minutos andando a la Ciudad de las Artes y las Ciencias a través de un puente peatonal y ciclista.

## Red social
Existe asimismo en el barrio una extensa red social de entidades diversas que contribuye a ahuyentar la persistente presencia en los medios de una imagen negativa sobre el poblado: Parroquia Ntra Sra de los Desamparados, Caritas parroquial Nazaret, las fallas Major-Moraira y Aras de Alpuente-Castell de Pop, las cofradías de la Virgen de los Desamparados y del Stmo. Cristo, el grupo Scout Iter, el C.D. Atlético Nazaret con una pujante escuela para todas las edades, Centre de Música i Dansa Natzaret (con banda de música coro y Escuela de Música), Asociación El Arca, Asociación Àmbit,  Proyecto NSD + Nazaret, Fundación Rafa Nadal, la Associació Veïnal de Natzaret
y la Asociación de Vecinos Nazaret Unido.

## Patrimonio
- Iglesia parroquial de Nuestra Señora de los Desamparados. La antigua ermita, erigida en parroquia en 1941, quedó totalmente asolado por la riada de 1957.[3] El edificio actual data de 1958 y fue construido según el proyecto de Alfonso Villamarín. Es un edificio sencillo de factura moderna y escasa decoración.[6]
- Antigua Estación del tren de vía estrecha, conocida popularmente como “Estacioneta”. Un edificio de ladrillo visto cuyo interés se ha visto reconocido por varias instancias desde 1983. A pesar de haber sido declarada Bien de Relevancia Local en 2008 a petición de l’Associació de Veïns i Veïnes de Natzaret, sigue en situación de abandono deteriorándose cada vez más.
- Pont de les Drassanes. En el día de su construcción fue un hito de modernidad, pero el paso de los años así como las distintas intervenciones que no respetaron el inmueble lo sumieron en el estado de abandono en que se encuentra actualmente.

## Transportes
Desde mayo de 2022, Nazaret se encuentra unido a la red de Metrovalencia mediante la Línea 10, que une el barrio con la céntrica calle Alicante, y la cual cuenta con unas cocheras provisionales en un solar del barrio, a falta de ampliar la línea hasta la Marina de Valencia, uniéndola así con el resto de la red de metro de la ciudad.
El barrio cuenta con cobertura de autobús de la EMT (Empresa Municipal de Transportes) de Valencia:
- Línea 4 (EMT Valencia): Nazaret - Ayuntamiento de Valencia.
- Línea 30 (EMT Valencia): Nazaret - Hospital Clínico.
- Línea 23 (EMT Valencia): Forn d'Alcedo - Porta de la Mar.
- Línea 95 (EMT Valencia): Playas (verano) - Puerto de Valencia-Ciudad de las Artes y las Ciencias-Parque de Cabecera - Jardín del Turia - Tres Creus.

También se accede a Nazaret a través de la autovía CV-500 (autovía de El Saler), así como a través del Pont de les Drassanes desde el barrio del Grau.

## Personas destacadas
Durante los siglos XIX-XX son de destacar -además de Bernabé García y los tranviarios mencionados- la Familia Sancho (emparentada directamente con los marqueses de San Juan), la familia Ordeig, la familia Alfaro, la familia Pertegàs (todas ellas con algún miembro en el consistorio ejerciendo de alcalde o de concejales). La Beata Juana Mª Condesa Lluch… Y en los años de la transición merece una mención Marcial Martínez, primer presidente de la AVV de Nazaret así como de la Federación de Asociaciones de Vecinos de l’Horta (actualmente Federación Vecinal de Valencia). Cabe destacar también el vecino autodidacta Juan Castaño, autor del preciado librito Nazaret y sus calles; y Concepció Planas iniciadora del primer Centro de Servicios Sociales de Valencia en Nazaret, y impulsora y artífice (desde la Associació de Veïns i Veïnes) de la legalización de la mayor parte de los terrenos de playa donde se habían construido muchas viviendas. En otro orden de cosas, al cantante y compositor Vicente de Castro "Parrita" gitano nacido en Nazaret, así como el entrenador internacional de baloncesto José Luis Dámaso Martínez, el actor Jorge Motos…